# Madhuca ligulata
Madhuca ligulata är en tvåhjärtbladig växtart som först beskrevs av Herman Johannes Lam, och fick sitt nu gällande namn av Herman Johannes Lam. Madhuca ligulata ingår i släktet Madhuca och familjen Sapotaceae.
Artens utbredningsområde är Sumatera. Inga underarter finns listade i Catalogue of Life.